# Зимонін Ігор Миколайович
І́гор Миколайович Зимо́нін (нар. 23 листопада 1979) — український спортсмен-важкоатлет у ваговій категорії 69 кг. Майстер спорту України. Представник спортивного товариства «Динамо», вихованець Луцького району. У Чемпіонаті України з важкої атлетики 2011 приніс срібло команді.
Наставник — Заслужений тренер України Микола Авраменко.